# Dorodango

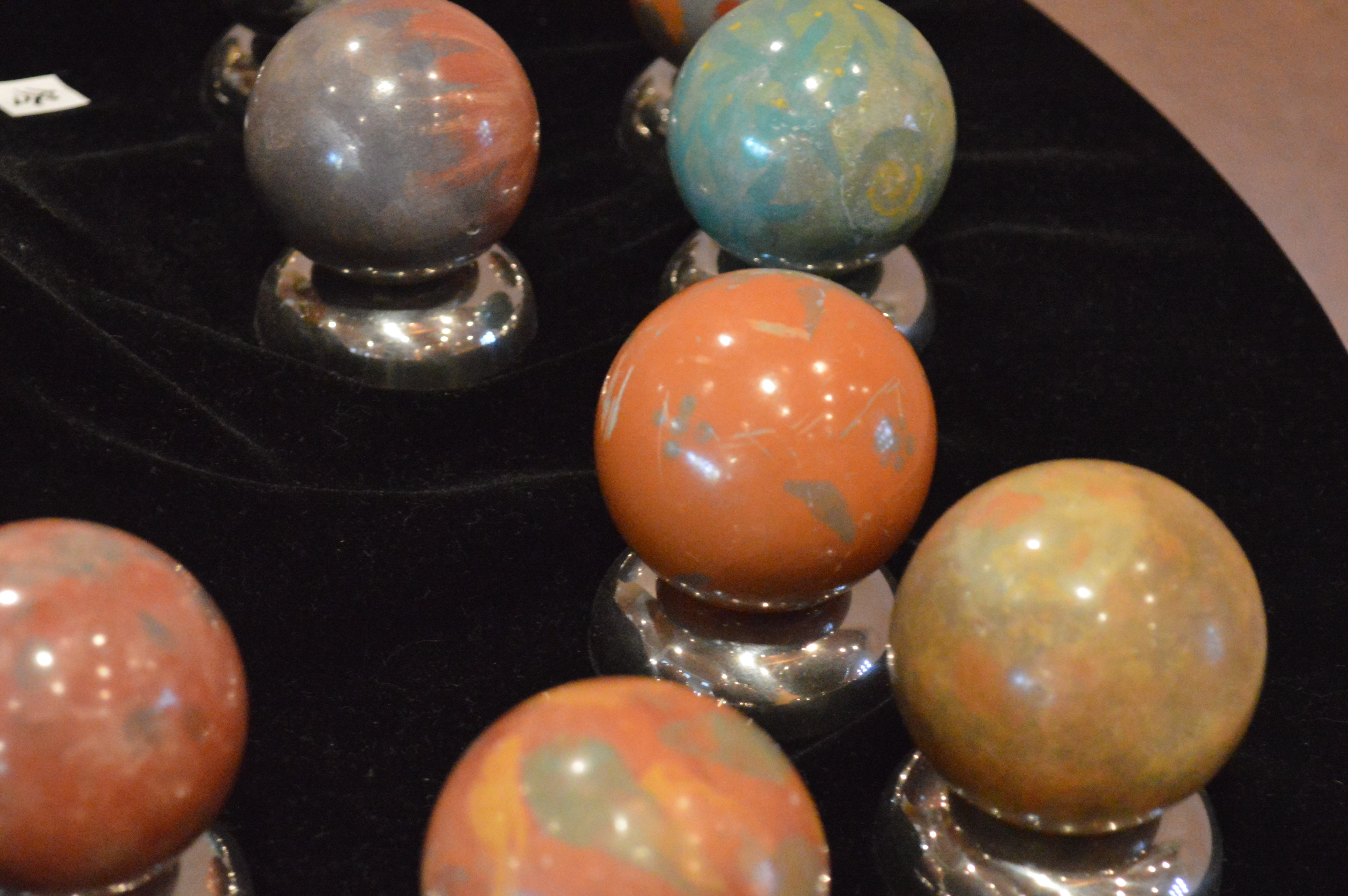
Dorodango colorati

Dorodango, conosciuto anche con il termine Hikaru Dorodango (letteralmente significa far brillare il fango) è una forma d'arte di origine giapponese, che consiste nel manipolare del fango misto ad acqua al fine di creare una sfera lucente e perfettamente levigata.

## Etimologia
Il termine dorodango, scritto nella lingua giapponese come 泥だんご, è una parola composta formata da due parti:
- 泥 (doro どろ) letteralmente fango
- だんご (dango) pietanza tipica giapponese costituita da riso compattato a forma di gnocco.

## Tecnica di costruzione
Occorrente per la creazione:
- fango
- acqua
- secchio o una bacinella
- panno
- sacchetto di plastica
- frigorifero

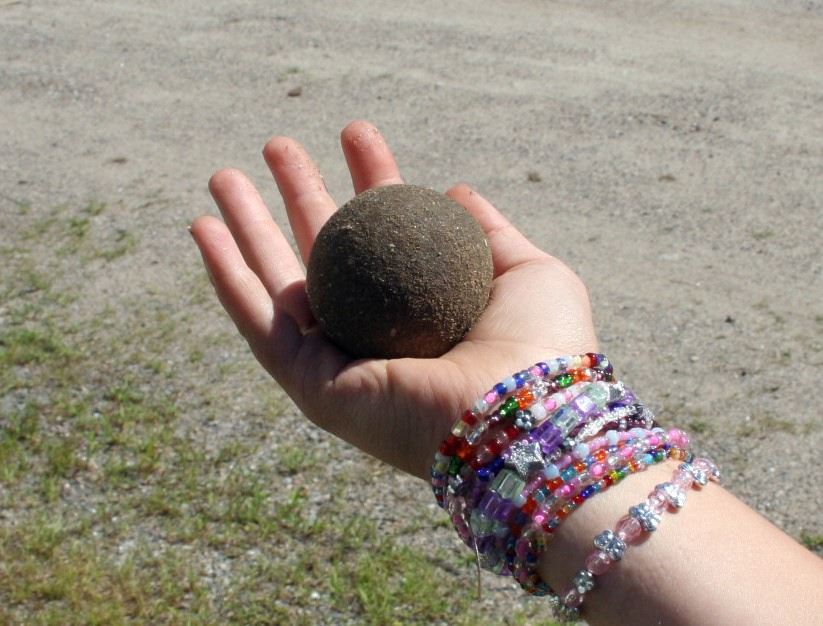
Dorodango nelle prime fasi di lavorazione

In sintesi la procedura per la creazione del Dorodango.
- 1. Come prima cosa prendere del fango (senza sassolini né detriti di alcun genere) e mescolarlo all'interno di un recipiente con dell'acqua.
- 2. Cominciare a modellare il fango stando attenti alle proporzioni acqua-fango, eliminando il più possibile l'acqua in eccesso.
- 3. Dopo aver modellato il composto formando una sfera, aggiungere altro fango sulla superficie ripetendo il processo di modellazione, levigandola però con più precisione.
- 4. Dopo averla levigata, mettere la sfera dentro un sacchetto di plastica.
- 5. Inserire la sfera nel frigorifero.
- 6. Ripetere l'operazione per 3 volte.
- 7. Dopo il procedimento, per rendere la palla perfettamente sferica e lucida, strofinare la superficie con un panno morbido.

## Nei media

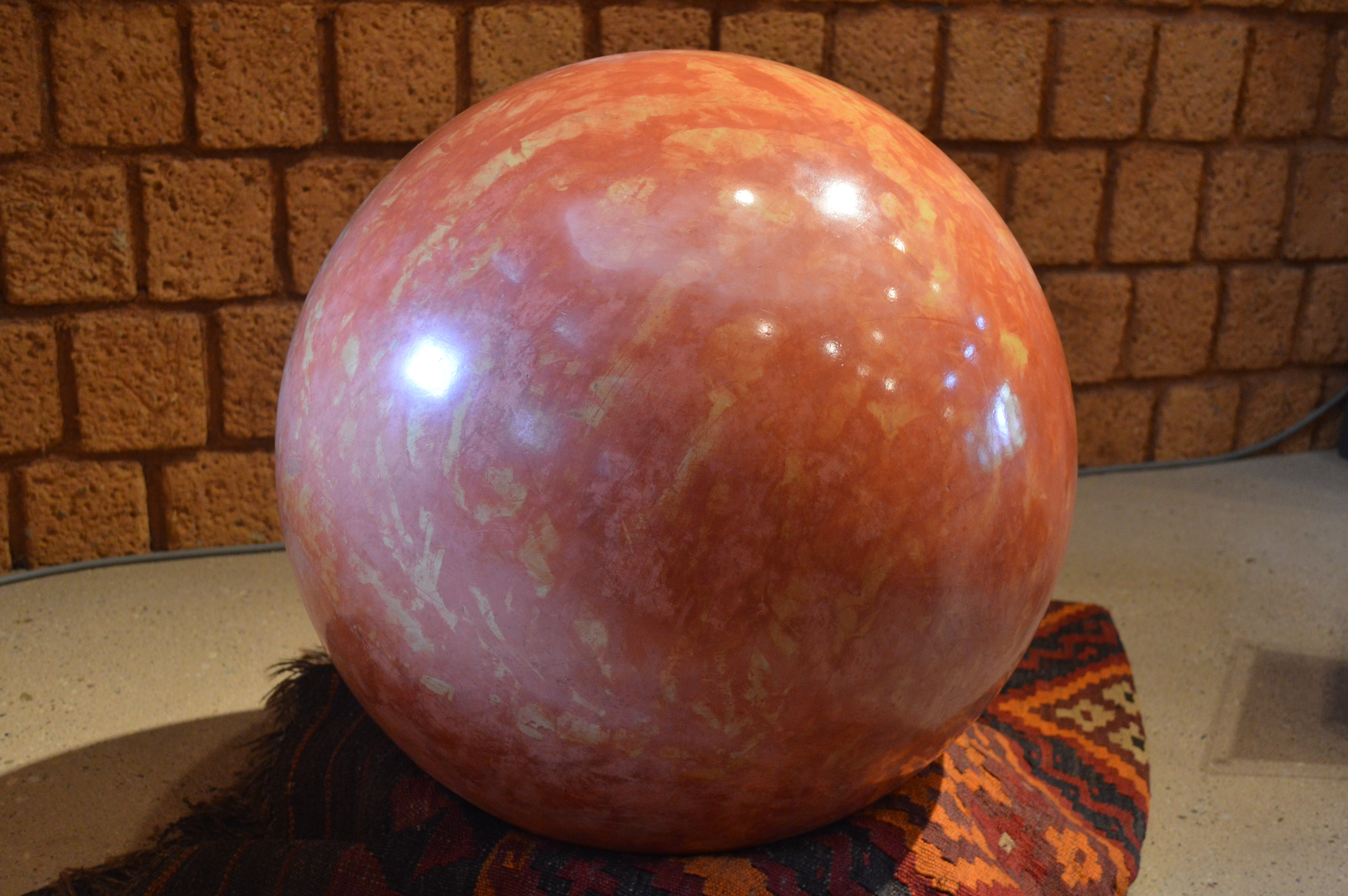
Il (54 cm di diametro)

Nel programma televisivo MythBusters (episodio 113, anno 2008) i due presentatori Adam Savage e Jamie Hyneman hanno attaccato un proverbio anglosassone che asserisce "l'impossibilità di lucidare la cacca" avvalendosi della tecnica del dorodango al fine di creare vere sfere di sterco perfettamente lucide..